# Лондеро, Хуан Игнасио
Хуан Игнасио Лондеро (исп. Juan Ignacio Lóndero, род. 15 августа 1993 года) — аргентинский профессиональный теннисист; победитель одного турнира ATP в одиночном разряде.

## Спортивная карьера
В своей карьере он выиграл у нескольких теннисистов из первой сотни: Шварцман (2015), Миллман (2018), Ярри , Дельбонис, Пелья и Лоренци (2019).
Он завоевал титул ATP 250 (Кордова 2019), а также два титула в категории ATP Challenger Tour в одиночном разряде (Мехико и Марбург 2018). На его счету одна победа на турнирах ATP Challenger Tour в парном разряде (Санто-Доминго 2017). Он также выиграл несколько титулов Futures.
2013
В 2013 году Лондеро дебютировал на турнире ATP World Tour в Боготе, и был побежден в первом раунде хорватским теннисистом Иво Карловичем.
2018
В октябре 2018 года уступил в четвертьфинале челленджера в Перу португальскому теннисисту Педро Соусе со счетом 0-2 (0-6 3-6). После этого, отправившись в Эквадор, аргентинец снова не смог преодолеть рубеж четверть финала, где уступил в упорнейшей борьбе колумбийскому теннисисту Сантьяго Хиральдо со счетом 1-2 (7-5 6-7 6-7).
2019
В начале сезона 2019 года по приглашению участвует в турнире в Кордове, где одержал свою первую победу в АТР туре. Очень легко обыграв в полуфинале своего соотечественника, теннисиста из первой сотни, Фридерико Дельбониса со счетом 2-0 (6-1 6-0), Лондеро впервые попадает в финал тура ATP, где ему предстояло сыграть с еще одним своим соотечественником. В финале Хуану Игнасио противостоял Гидо Пелья, проиграв первый сет, Лондеро смог собрать всю свою волю в кулак и довел матч до победы 2-1 (3-6 7-5 6-1). Это позволило ему в первые в карьере войти в первую сотню игроков тура.
На Открытом чемпионате Франции 2019 года Лондеро единственный раз в карьере смог пройти дальше второго круга на турнире Большого шлема. В первом круге он разгромил 16-го сеянного Николоза Басилашвили со счётом 6-4 6-1 6-3. Во втором круге Лондеро обыграл Ришара Гаске — 6-2 3-6 6-3 6-4. В третьем раунде Лондеро победил ещё одного француза Корантена Муте в пяти сетах — 2-6 6-3 6-4 5-7 6-4. В 4-м круге Лондеро проиграл будущему чемпиону Рафаэлю Надалю (2-6 3-6 3-6).
На Открытом чемпионате США проиграл во втором раунде Новаку Джоковичу в трёх сетах. На Открытом чемпионате США в парном разряде вместе с Ричардом Беранкисом дошли до второго круга, но уступили паре Джейми Маррей/Нил Скупски.

## Рейтинг на конец года
| Год  | Одиночный рейтинг | Парный рейтинг |
| 2024 | 843               | —              |
| 2023 | 603               | —              |
| 2022 | 276               | 1266           |
| 2021 | 135               | 242            |
| 2020 | 79                | 209            |
| 2019 | 50                | 343            |
| 2018 | 118               | 287            |
| 2017 | 362               | 218            |
| 2016 | 341               | 485            |
| 2015 | 287               | 809            |
| 2014 | 232               | 426            |
| 2013 | 278               | 530            |
| 2012 | 479               | 471            |
| 2011 | 680               | 821            |
| 2010 | 786               | 1196           |

## Выступления на турнирах

### Финалы турнировATPв одиночном разряде (2)

#### Победы (1)
| Легенда                     |
| --------------------------- |
| Турниры Большого шлема (0*) |
| Финал АТР-тура (0)          |
| ATP Мастерс 1000 (0)        |
| АТР 500 (0)                 |
| АТР 250 (1)                 |

| Титулы по покрытиям | Титулы по месту проведения матчей турнира |
| ------------------- | ----------------------------------------- |
| Хард (0*)           | Зал (0)                                   |
| Грунт (1)           | Зал (0)                                   |
| Трава (0)           | Открытый воздух (1)                       |
| Ковёр (0)           | Открытый воздух (1)                       |

* количество побед в одиночном разряде.
| №  | Дата            | Турнир             | Покрытие | Соперник в финале | Счёт        |
| 1. | 10 февраля 2019 | Кордова, Аргентина | Грунт    | Гидо Пелья        | 3-6 7-5 6-1 |

#### Поражения (1)
| №  | Дата         | Турнир         | Покрытие | Соперник в финале | Счёт       |
| 1. | 21 июля 2019 | Бостад, Швеция | Грунт    | Николас Ярри      | 6-7(7) 4-6 |

### Финалы турнировATPв парном разряде (1)

#### Поражения (1)
| №  | Дата            | Турнир                  | Покрытие | Партнёр        | Соперник в финале                  | Счёт            |
| 1. | 16 февраля 2020 | Буэнос-Айрес, Аргентина | Грунт    | Гильермо Дуран | Марсель Гранольерс Орасио Себальос | 4-6 7-5 [16-18] |